# Traktat gandawski
Traktat gandawski – porozumienie zawarte pomiędzy Wielką Brytanią a Stanami Zjednoczonymi kończące wojnę brytyjsko-amerykańską 1812 roku. Traktat gandawski podpisano w Gandawie 24 grudnia 1814.
Zanim doszło do bezpośrednich rozmów pomiędzy stronami, mediację w sporze zaoferował cesarz Imperium Rosyjskiego Aleksander I. Ostatecznie do mediacji nie doszło, gdyż w początku 1814 roku Brytyjczycy zaproponowali rozmowy bezpośrednie. Walczące strony spotkały się w Gandawie we Flandrii. Stronę amerykańską reprezentowali John Quincy Adams, Henry Clay i Jonathan Russell. Brytyjczyków reprezentowali urzędnicy niższego szczebla, otrzymujący instrukcje bezpośrednio z Londynu. Amerykańskie żądania obejmowały zaprzestanie wcielania do brytyjskiej armii pojmanych na morzu amerykańskich marynarzy, zaprzestanie blokad portów oraz odszkodowań za wcześniej zajęte i zniszczone statki. Brytyjskie żądania były dużo dalej idące. Obejmowały one roszczenia terytorialne w stanach Maine i Nowy Jork, utworzenie buforowego państwa indiańskiego pomiędzy USA i Kanadą, oraz demilitaryzację Wielkich Jezior. Żądali także zrzeczenia się amerykańskich praw do połowów na północnym Atlantyku. Wobec załamania się ofensywy na froncie północnym (przegrane bitwy pod Plattsburghiem i pod Baltimore), Brytyjczycy znacznie ograniczyli swoje żądania. Obie strony wobec przeciągania się wojny kolejno rezygnowały ze swych żądań, ostatecznie przystając na przywrócenie przedwojennych granic i wymianę jeńców. Dalsze ustalenia pozostawiono do negocjacji, które odbyły się w latach późniejszych i zaowocowały dwoma porozumieniami – ugodą Rusha–Bagota z 1817 oraz Konwencją z 1818.